# Edmond Préclin
Edmond Préclin, né le 29 février 1888 à Paris 4e et mort le 19 mai 1955 à Besançon, est un historien français spécialiste d'histoire religieuse, particulièrement du jansénisme, mais aussi plus largement d'histoire des idées.

## Biographie

### Origines
Edmond Préclin est issu d'un ancienne famille parisienne. Il est le fils de Jean-Baptiste Lucien Préclin, tonnelier de profession, et de Rosine Eugénie Payen, sans profession. Né au 10, rue du Roi-de-Sicile, il est baptisé Edmond Henri. Dès l'enfance, il s'applique au travail et arrive à poursuivre sa scolarité jusqu'à l'obtention du baccalauréat, alors réservé à une élite (environ 1 à 2 % des garçons d'une classe d'âge).
Il devient instituteur à Paris entre 1908 et 1913 tout en préparant parallèlement une licence ès-lettres. À partir de 1913, il enseigne en école primaire supérieure, et ce jusqu'en 1921. Sa carrière est toutefois interrompue par la Première Guerre mondiale : mobilisé, Préclin se distingue au combat et reçoit à la fois la Croix de guerre française et la médaille de la Conduite distinguée anglaise.
Préclin obtient l'agrégation d'histoire-géographie en 1919 et débute en 1921 une carrière d'enseignant dans le secondaire, d'abord au lycée de Nantes, puis au lycée de Versailles. La même année 1921, il se marie avec Madeleine Marie Paule Joulé.
Après la guerre, il commence la préparation d'une thèse de doctorat en histoire, intitulée  Les Jansénistes au XVIIIe siècle et la Constitution civile du clergé. Le développement du richérisme ; sa propagation dans le bas-clergé, 1713-1791. Il soutient sa thèse à la Faculté des lettres de l'université de Paris en 1929. Il reçoit pour sa thèse publiée comme livre le prix d'Académie de l'Institut de France (1930) et le prix Paul-Michel Perret de l'Académie des Sciences morales et politiques (1931).
Devenu docteur ès lettres, il poursuit sa carrière dans l'enseignement secondaire, tout en étant chargé de cours à l'université de Clermont-Ferrand en 1934 et 1935. Il s'investit dès le début des années 1930 dans la science historique de son temps, en France et à l'étranger : il participe au Congrès international de géographie à Paris en 1931, est délégué au septième Congrès international des sciences historiques qui se tient à Varsovie en 1933, puis délégué rapporteur de l'université de Paris au quatrième centenaire de Jacques Cartier à Québec en 1934.

### Professeur à l'université de Besançon
C'est ensuite à l'université de Besançon qu'Edmond Préclin dispense ses cours, nourris par ses travaux de savant. À partir de 1935, il y est professeur d'histoire moderne et contemporaine. Il réside alors au 25, rue Charles Nodier. Ses cours portent notamment  sur les États-Unis entre 1815 et 1870, sur la Réforme ou encore sur l'Empire entre 1804 et 1810. Entre cours publics et universitaires, il prépare également les étudiants au concours de l'agrégation d'histoire. Du fait de la variété des cours proposés, Edmond Préclin s'illustre comme un historien qui touche à plusieurs domaines : il se spécialise non seulement en histoire religieuse, mais aussi en histoire des États-Unis et de la guerre à l'époque contemporaine. Il publie en 1937 une Histoire des États-Unis qui connaît de nombreuses rééditions et en 1939 La paix armée et la Grande Guerre (1871-1919) avec l'historien des relations internationales Pierre Renouvin. Il s'agit d'un des cinq ouvrages auxquels Préclin a contribué pour la collection « Clio : introduction aux Sciences historiques » publiée par les Presses universitaires de France.
Préclin continue à être très actif dans la vie scientifique historienne française et internationale. Il est membre  de la réunion des Historiens anglo-français à Oxford (1936) et à Paris (1938). En 1938, il est nommé délégué de l'université de Besançon aux festivités du quatrième centenaire de l'université de Debrecen en Hongrie. En 1948, il participe au Congrès international du centenaire de la révolution de 1848. Préclin est de plus membre correspondant de l'Institut de France (Académie des Sciences morales et politiques) et membre de la direction du Comité France-Amérique.
Edmond Préclin devient doyen de la Faculté des Lettres de Besançon en 1943 et reste en fonctions jusqu'en 1949. Sous l'Occupation, les Allemands réquisitionnent la cité universitaire de Besançon, laissant sans domicile une centaine d'étudiants. Face à ce problème, le doyen Préclin fait ouvrir un Centre d'accueil, permettant ainsi de loger une quarantaine de personnes. Le Centre permet aussi l'ouverture de salles d'études chauffées et distribue des tickets repas. Préclin occupe également la fonction de recteur de l'Académie de Besançon, d'abord seulement pour les enseignements primaire et secondaire, du 7 janvier au 1er juin 1944. À partir du 1er juin, il occupe pleinement la fonction. Au moment de la Libération, Préclin est suspendu de ses fonctions le 14 septembre. Finalement, l'arrêté du 21 septembre 1945 le rétablit en tant que doyen de la Faculté des Lettres : il n'est pas sanctionné pour avoir collaboré et n'est donc pas concerné par l'épuration.
En 1949, il est élevé au grade de chevalier de la Légion d'honneur. Il est parrainé par son collègue à la Faculté des lettres de Besançon, l'historien antiquisant Paul Cloché, alors professeur honoraire. Dans le rapport remis au ministre de l’Éducation nationale appuyant la candidature de Préclin, le recteur de l'Académie de Besançon insiste sur le dévouement du doyen à l'égard de ses étudiants, sur les créations qui lui sont dues, sa place dans le milieu comtois et son importance scientifique à échelle nationale, voire internationale : « La candidature de M. Préclin mérite d'être retenue en raison de ses qualités de professeur [...] et de Doyen de la Faculté de Besançon ».
À partir de 1954, de lourds problèmes de santé affectent Préclin. Il souffre physiquement et sa vue se dégrade : à la fin de sa vie, il souffre d'une cécité quasi-totale. Il refuse cependant de démissionner de ses fonctions, considérant la démission comme un abandon. Il meurt le 19 mai 1955 à sa table de travail, alors qu'il était en train de corriger son livre sur l'histoire de l’Église aux XVIIe et XVIIIe siècles.

## Préclin et la Franche-Comté
Il est décrit par ses contemporains comme un personnage consciencieux, appliqué dans son travail d'enseignant mais aussi dans la vie intellectuelle ou quotidienne de la ville de Besançon. Il se tenait informé des actualités de la ville et participait à la vie comtoise. Il s'investit ainsi en 1953 dans la préparation des fêtes qui accompagnaient l'inauguration du pont Battant à Besançon. Il cumule de nombreuses charges et joue un rôle important dans la vie intellectuelle, savante et sociale bisontine et comtoise. Il est président de la Société d'émulation du Doubs, membre titulaire puis président en 1945 et 1946 de l'Académie des Arts, Sciences et Belles-Lettres de Besançon et de Franche-Comté. Il fonde en 1942 l'Institut des hautes études comtoises et jurassiennes. Enfin, il a été président du Rotary Club de Besançon.
Bien que parisien d'origine, Préclin porte un attachement particulier à la Franche-Comté, région à laquelle il consacre un livre en 1947, dans lequel il écrit :  « Il y a beaucoup de demeures dans la grande maison française. Parmi les provinces annexées depuis le XVIIe siècle, parmi les provinces frontières, parmi les régions catholiques, la Comté a ses traits propres qui font défaut à la Flandre, à la Lorraine et à l'Alsace, à la Vendée et au Velay. Républicaine et catholique, calme, réaliste et audacieuse, la demeure constitue d'une des plus belles, l'une des plus dignes d'être aimées ». Cet attachement est confirmé par l'historien Michel Billerey dans l'article nécrologique qu'il consacre à Préclin : « Il possédait et comprenait parfaitement l'histoire de la province, dans ses détails, ses constantes, ses problèmes, ses personnalités. Il saisissait les nuances de la sensibilité comtoise, ses lenteurs et sa promptitude ».
Une rue porte le nom d'Edmond Préclin à Besançon, ainsi qu'un salon dans l'ancienne Faculté des lettres, 30, rue Mégevand, aujourd'hui dans le bâtiment occupé par l'UFR des Sciences du langage, de l'homme et de la société de l'Université de Franche-Comté.

## Travaux
Edmond Préclin est spécialiste d'histoire religieuse du XVIIIe siècle, mais a également publié sur de nombreux autres thèmes. Il a collaboré à plusieurs revues d'histoire : la Revue historique, la Revue d'histoire moderne et contemporaine, et publié également pour les Mémoires de l'Académie de Besançon et pour les Annales littéraires de Franche-Comté. La liste de ses travaux est longue.

## Publications

### Thèses
- Les Jansénistes au XVIIIe siècle et la Constitution civile du Clergé. Le développement du richérisme ; sa propagation dans le bas-clergé, 1713-1791, 1929.
- L'Union des Églises gallicane et anglicane. Une tentative au temps de Louis XV. P.-F. Le Courayer, de 1681 à 1732 et Guillaume Wake, thèse complémentaire, 1928.

### Ouvrages
- 50 dictées sur l'Alsace, Paris, 44, rue Gay-Lussac, 1913.
- Viroflay, ses grands hommes, Paris, Longis, 1929.
- Histoire des congrégations religieuses en France, en collaboration avec R. Durand, Paris, Société coopérative intellectuelle, 1933.
- Histoire des États-Unis, Paris, Armand Colin, 1935, plusieurs rééditions.
- Le XIXe siècle. Texte et documents d'histoire, Paris, Presses universitaires de France, coll. « Clio : introduction aux Sciences historiques », 1938.
- L'époque contemporaine. II : La paix armée et la Grande guerre (1871-1919), en collaboration avec Pierre Renouvin et Georges Hardy, Paris, Presses universitaires de France, coll. « Clio : introduction aux Sciences historiques », 1939, réédition 1960.
- Le XVIe siècle, en collaboration avec Henri Sée et Armand Rébillon, Paris, Presses universitaires de France, coll. « Clio : introduction aux Sciences historiques », 1941, réédition 1942.
- Le XVIIe siècle. Les monarchies centralisées (1610-1715), en collaboration avec Victor-Lucien Tapié, Paris, Presses universitaires de France, coll. « Clio : introduction aux Sciences historiques », 1943.
- Histoire de la Franche-Comté, Paris, Presses universitaires de France, 1947.
- Le XVIIIe siècle. II. Les forces internationales, Paris, Presses universitaires de France, coll. « Clio : introduction aux Sciences historiques », 1952.
- Introduction à l'étude des rapports religieux franco-américains, du début du XVIIe siècle au début du XXe siècle, avec Maurice Rey, Paris, Société d’édition les Belles-lettres, 1954.
- Luttes politiques et doctrinales aux XVIIe et XVIIIe siècles, en collaboration avec E. Jarry, Paris, Bloud et Gay, 1re partie 1955, 2e partie 1956.

### Articles
- « The Roman question » (en collaboration avec A. Paulian), Nineteenth century, vol. XV, 1929.
- « Edmond Richer », Revue d'histoire moderne, vol. V, n° 28 et n° 29, 1930, pp. 242-269 et pp. 321-336.
- « Bulletin d'Histoire américaine », Revue historique, t. 173 et t. 174, 1934, pp. 269-303 et pp. 519-574.
- « Les conséquences sociales du jansénisme », Revue d'histoire de l'Église France, t. 21, n° 92, 1935, pp. 355-391.
- « L'influence de la France sur la vie intellectuelle des Canadiens anglais et des Américains » (en collaboration avec Firmin Roz), France-Amérique, 1936, pp. 9-91.
- « Introduction à l'étude des rapports religieux entre la France et la Grande-Bretagne (1763-1848) », Revue d'histoire moderne, vol. XIII, n° 32-33, 1938, pp. 126-196.
- « L'influence du jansénisme français à l'étranger », Revue historique, t. 182, 1938, pp. 24-71.
- « Le Ralliement et son cinquantenaire », Revue d’histoire de la philosophie, vol. 39-40, 1940, pp. 226-261.
- « Mgr Fulbert Petit », Mémoire de l'Académie de Besançon, 1943, pp. 1-19.
- « Bulletin d'histoire des États-Unis », Revue historique, t. 195, 1945, pp. 36-64, 140-160 et 235-261.
- « La Vie religieuse comtoise au XVIIIe siècle », Annales littéraires de Franche-Comté, 1946, pp. 75-94.
- « La Faculté des Lettres de l'Université de Besançon (1809-1919) », Annales littéraires de Franche-Comté, 2e année, 1947, pp. 3-72.
- « Les Rapports de l’Église et de l’État en Angleterre depuis 1830 », Études historiques, 1948, pp. 15-34.
- « La révolution de 1848 en Franche-Comté (1848-1851) », Études d'histoire moderne et contemporaine, t. 2, 1948, pp. 276-308.

## Distinctions
- Chevalier de la Légion d'honneur
- Croix de guerre 1914–1918